# 貝和諾
貝和諾（穆麟德轉寫：boihono，1647年—1721年），富察氏，满洲正黄旗人，清朝政治人物、清朝禮部尚書，济席哈之孙。
初由工部笔帖式授户部主事，转任大理寺卿，奉命往山东经理闸河，充与朝鲜互市监督。历陕西巡抚、四川巡抚，安抚四川少数民族，治事以精辟著称，转任兵部侍郎。康熙四十四年（1705年）擢雲貴總督，捕治云贵寇盗。次年率部俘杀抗清义军首领李天极等人于富民响哨山。康熙四十九年九月辛酉，接替穆和倫，擔任禮部尚書，后降一級調任。由嵩祝接任。康熙六十年卒于任。

## 家族
曾祖父本科理，祖父濟席哈兄弟有敦拜、费雅思哈，属正黄旗满州第一参领第十六佐领，该世管佐领最初由本科理管理（本科理和镶黄旗沙济富察氏即乾隆富察皇后祖上同族，见《沙济富察氏族谱》），后由本科理子敦拜、濟席哈、费雅思哈等后裔世袭管理，家族先后一等子一等男爵，曾非常显赫，如有富察素丹、富察貝和諾等。晚清有侍郎凤鸣（同治进士）（凤鸣是敦拜兄弟费雅思哈八世孙，其父瑞成、族堂伯成明和宗室敦诚家联姻，从堂兄弟凤冈、凤纪。凤鸣侄孙祥楙在晚清陆军贵胄学堂记载为祥楙是满洲书润佐领下人，曾祖成明世袭一等男爵头等侍卫 祖凤纪世袭一等男爵原任殺虎副将 本生祖凤冈世袭骑都尉加雲骑尉兼恩骑尉原任山东城守营参将 父连兴世袭一等男爵兼公中佐领 本生父文海世袭骑都尉加雲骑尉兼恩骑尉二等侍卫。此支佐领下人其它姓氏的清末高官者有宁古塔副都统容山（那拉氏）、昌陵總管文山（伊尔根觉罗氏）。

## 延伸阅读
[在维基数据编辑]
 《清史稿·卷276》，出自趙爾巽《清史稿》